# Švýcarská fotbalová reprezentace do 21 let

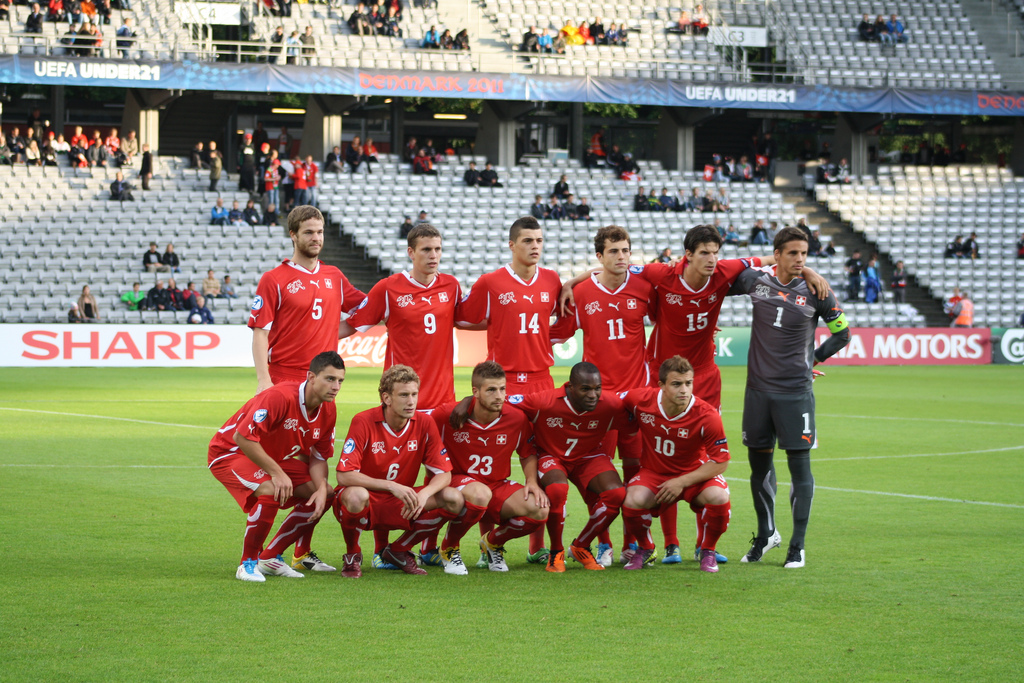
Jedenáctka švýcarské jedenadvacítky na „malém“ EURU 2011.

Švýcarská fotbalová reprezentace do 21 let (německy Schweizer U-21-Fussballnationalmannschaft, francouzsky Équipe de Suisse espoirs de football, italsky Nazionale Under-21 di calcio della Svizzera) je švýcarská mládežnická fotbalová reprezentace složená z hráčů do 21 let, která spadá pod Švýcarskou fotbalovou federaci. Reprezentuje Švýcarsko v kvalifikačních cyklech na Mistrovství Evropy hráčů do 21 let a v případě postupu i na těchto šampionátech. 

Fotbalisté musí být mladší 21. roku na začátku kvalifikace, to znamená, že na evropském šampionátu poté mohou startovat i trochu starší.
Švýcarská jedenadvacítka se ve své historii jednou probojovala do finále Mistrovství Evropy hráčů do 21 let:
- v roce 2011 podlehla ve finále Španělsku 0:2[2]